# Rabiu Afolabi
Rabiu Afolabi (Osogbo, 18 april 1980) is een Nigeriaans voormalig betaald voetballer die bij voorkeur in de verdediging speelde.
In juni 2000 debuteerde hij tegen Sierra Leone in het Nigeriaans voetbalelftal. In het totaal speelde hij twintig wedstrijden voor Nigeria, daarin kon hij één doelpunt scoren. Hij nam met zijn vaderland deel aan het WK voetbal 2010 in Zuid-Afrika, waar The Super Eagles onder leiding van de Zweedse bondscoach Lars Lagerbäck voortijdig werden uitgeschakeld in een groep met Argentinië, Griekenland en Zuid-Korea.

## Clubcarrière
- 1997: NEPA Lagos
- 1997-2000: Standard Luik
- 2000-2001: SSC Napoli
- 2001-2003: Standard Luik
- 2003-2005: Austria Wien
- 2005-2009: FC Sochaux
- 2009-2011: Red Bull Salzburg
- 2011-2012: AS Monaco
- 2013: SønderjyskE

## Erelijst

### In clubverband
FC Sochaux
- Coupe de France: 2007

 Austria Wien
- Oostenrijkse supercup: 2004
- Beker van Oostenrijk: 2005

 Red Bull Salzburg
- Kampioen van Oostenrijk: 2010